# Reino de Ancolé
Ancolé (em ancolé: Nkole ou Ankole) é um dos reinos tradicionais da atual Uganda, surgido no século XV e abolido em 1967 por ocasião da proclamação da república. Seu núcleo ficava nas montanhas de Isingiro, que separam o vale de Cagera da planície de Maxa, com pastagens com terras propícias ao cultivo da banana e matas ricas em frutos, mel e caça. Sua capital, por sua vez, estava em Bueioreré.
Após a tomada do poder pelos luos, seria um Estado tributário do Império de Quitara, com Ruinda I (r. ca. 1400–1450), filho Uamara de Quitara, assumindo a realeza. De Ancolé, Ruinda marchou contra o Reino de Caragué, que conquistou de Nono Malija. Noutra versão, porém, a conquista de Caragué antecede a ocupação de Ancolé. Nesta, após estabelecer firme controle sobre a primeira, Ruinda dirigiu-se a Ancolé, no norte, onde havia chefias multiclânicas subordinadas ao clã dos baniangués. A sua dominação pode ter ocorrido, ainda nesta tradição, através de pactos políticos, explorando sua reivindicação como baxuezi (clã de Quitara).

## Lista de omugabes
Em Ancolé os omugabes se sucederam como se segue.
- Ruinda I (r. ca. 1400–1450)[2][4]
- Mutambuca (r. 1863–1873)
- Ntaré V (r. 1875–1895)
- Caaia II (r. 1897–1944)
- Carlos Gasionga II (r. 1944–1967)